# Quatuors à cordes (Henze)

Les Quatuors à cordes de Hans Werner Henze au nombre de cinq ont été composés durant la période 1947-1977.

## Quatuor à cordesno1
Composé en 1947 et créé à Heidelberg, il comporte quatre mouvements.
1. Allegro molto
2. Andantino
3. Lento ma non troppo
4. Presto

- Durée d'exécution : vingt minutes.

## Quatuor à cordesno2
Composé en 1952, il est créé le 16 décembre 1952 par le Quatuor Parrenin  à Baden-Baden.
1. 70 à la noire
2. 69 à la croche
3. Rondo

- Durée d'exécution : quinze minutes.

## Quatuor à cordesno3
Composé en 1975-1976 et sous-titré in memoriam il constitue selon l'auteur « une ode funèbre à quatre voix en un seul mouvement, un motet instrumental à la manière d'un ricercar ».
Durée d'exécution : vingt minutes.

## Quatuor à cordesno4
Composé en 1976, il se réfère dans son propos à son opéra We Come to the River. Il comprend quatre mouvements. Il est sous titré in memoriam Victor Jara
1. Molto agitato
2. Adagio
3. Allegretto moderato
4. Rondo improvisato

- Durée d'exécution : trente cinq minutes.

## Quatuor à cordesno5
Composé en 1976-1977 et sous titré in memoriam Benjamin Britten, il comporte six mouvements.
1. Noire à 72
2. Hors d'haleine sauvage
3. Noire=battement du cœur
4. Silencieux, lointain
5. Échos, souvenirs, très éloigné
6. Chant du matin

- Durée d'exécution : vingt cinq minutes.

## Source
- François-René Tranchefort dir. Marc Vignal réd. Guide de la musique de chambre, Fayard 1989, p.450